# Raekwon
Raekwon, vlastním jménem Corey Quontrell Woods, (* 12. ledna 1970) je americký rapper, člen skupiny Wu-Tang Clan. Své první sólové album nazvané Only Built 4 Cuban Linx… vydal v roce 1995. Později vydal několik dalších alb. Rovněž se podílel na sólových nahrávkách dalších členů Wu-Tang Clan. Spolupracoval také s dalšími umělci, mezi něž patří například Tragedy Khadafi, La the Darkman, Slick Rick, Sticky Fingaz a Cocoa Brovaz. Rovněž si založil vlastní vydavatelství ICEH20 Records. V roce 2009 konvertoval k Islámu.